# 光柱旱地木槿
光柱旱地木槿（学名：Hibiscus aridicola var. glabratus）为锦葵科木槿属旱地木槿的变种，但也很可能仅仅是旱地木槿的异名。

## 分布
分布于中国大陆的云南、四川等地，生长于海拔1,600米至2,000米的地区，多生在山坡灌丛中，目前尚未由人工引种栽培。